# Межове (Покровський район)
Межове́ — село Очеретинської селищної громади Покровського району Донецької області, в Україні. Населення становить 36 осіб.

## Загальні відомості
Відстань до райцентру становить близько 35 км і частково проходить автошляхом місцевого значення С051804 Сонячне — Новоселівка Перша.
Землі села межують із територією селища Комишівка Новогродівської міської громади Покровського району Донецької області.

## Історія
Окупована окупантами з 19 серпня 2024 року.

## Населення
За даними перепису 2001 року населення села становило 36 осіб, із них 76,58 % зазначили рідною українську та 41,67 %— російську.